# Municipio de Collinsville
El municipio de Collinsville (en inglés: Collinsville Township) es un municipio ubicado en el condado de Madison en el estado estadounidense de Illinois. En el año 2010 tenía una población de 36265 habitantes y una densidad poblacional de 391,91 personas por km².

## Geografía
El municipio de Collinsville se encuentra ubicado en las coordenadas 38°42′0″N 89°58′55″O / 38.70000, -89.98194. Según la Oficina del Censo de los Estados Unidos, el municipio tiene una superficie total de 92.54 km², de la cual 90.29 km² corresponden a tierra firme y (2.43%) 2.25 km² es agua.

## Demografía
Según el censo de 2010, había 36265 personas residiendo en el municipio de Collinsville. La densidad de población era de 391,91 hab./km². De los 36265 habitantes, el municipio de Collinsville estaba compuesto por el 88.18% blancos, el 7.4% eran afroamericanos, el 0.2% eran amerindios, el 0.97% eran asiáticos, el 0.04% eran isleños del Pacífico, el 1.25% eran de otras razas y el 1.96% pertenecían a dos o más razas. Del total de la población el 3.89% eran hispanos o latinos de cualquier raza.